# ادوارد فلاتائو
ادوارد فلاتائو (لهستانی: Edward Flatau؛ ۲۷ دسامبر ۱۸۶۸ – ۷ ژوئن ۱۹۳۲) یک روانپزشک، متخصص مغز و اعصاب و عصب‌شناس یهودی اهل لهستان بود.
او یکی از دوپایه‌گذار علم عصب‌شناسی مدرن در لهستان و همچنین «ژورنال نورولوژی لهستان» و یکی از پزشکان صاحب‌نظر در زمینهٔ بیماری مننژیت محسوب می‌شود. وی در سال ۱۹۱۲ میلادی، یک کتاب مهم در زمینهٔ میگرن نگاشت و یک اطلس مغز (۱۸۹۴)، نحوهٔ مکان‌یابی فیبرهای بلند نخاعی (۱۸۹۳) و مقاله‌ای در اسپاسم تورشن پیشرونده در کودکان و اشاره به ارثی بودنش (۱۹۱۱) منتشر کرد.